# Philipp Stark
Philipp Stark (* 1987 als Philipp Sievert in Reesen) ist ein deutscher Kommunalpolitiker (parteilos, jedoch als Kandidat der SPD ins Amt gewählt). Seit 2021 ist er Bürgermeister der Stadt Burg (bei Magdeburg) in Sachsen-Anhalt.

## Leben
Stark ist in Reesen geboren und aufgewachsen. 2021 wurde er von seinem Stiefvater adoptiert und übernahm seinen Nachnamen. Vor der Wahl zum Bürgermeister war Stark jahrelang in der Burger Stadtverwaltung als Kultur- und Tourismusmanager angestellt.

## Politik
Stark ist parteilos, wurde aber von der SPD als Bürgermeisterkandidat aufgestellt. Unterstützt wurde die Kandidatur von den Grünen und den Linken. Bei einer Stichwahl um das Amt setzte er sich mit rund 66 % der Stimmen durch.